# Sawyer (Dakota del Nord)
Sawyer és una població dels Estats Units a l'estat de Dakota del Nord. Segons el cens del 2000 tenia 377 habitants.

## Demografia
Segons el cens del 2000, Sawyer tenia 377 habitants, 150 habitatges, i 108 famílies. La densitat de població era de 303,3 hab./km².
Dels 150 habitatges en un 35,3% hi vivien nens de menys de 18 anys, en un 60% hi vivien parelles casades, en un 8,7% dones solteres, i en un 28% no eren unitats familiars. En el 24,7% dels habitatges hi vivien persones soles el 10% de les quals corresponia a persones de 65 anys o més que vivien soles. El nombre mitjà de persones vivint en cada habitatge era de 2,51 i el nombre mitjà de persones que vivien en cada família era de 2,98.
Per edats la població es repartia de la següent manera: un 29,4% tenia menys de 18 anys, un 5,8% entre 18 i 24, un 30,8% entre 25 i 44, un 22,3% de 45 a 60 i un 11,7% 65 anys o més.
L'edat mediana era de 36 anys. Per cada 100 dones de 18 o més anys hi havia 107,8 homes.
La renda mediana per habitatge era de 30.750 $ i la renda mediana per família de 35.000 $. Els homes tenien una renda mediana de 30.417 $ mentre que les dones 14.750 $. La renda per capita de la població era de 13.245 $. Entorn del 6,9% de les famílies i el 8% de la població estaven per davall del llindar de pobresa.

## Poblacions més properes
El següent diagrama mostra les poblacions més properes.